# لثاة
لَثَاة أو لِثَة (الاسم العلمي: Clethra)، جنس من الشجيرات المُزهرة أو الأشجار الصغيرة التي وصفت من قبل لينيوس بأنها جنس في عام 1753.
اللثاة هو واحد من جنسين في فصيلة اللثاتيات (الآخر هو Purdiaea). قد تكون أنواعه دائمة الخضرة أو نفضية، وجميعها تحمل الأزهار في عناقيد (نورات)، والتي تتطابق مع الشماريخ أو العثاكيل. زهورها صغيرة جدًا، بيضاء أو وردية اللون، وتحمل كل منها 5 بتلات حرة، والعديد من الأسديات، وبذرتها كبسولية مكونة من ثلاث تجاويف. الأوراق، بسيطة، بيضاوية، متعاقبة أو متقابلة، تحمل شعيرات نجمية مميزة. بذورها صغيرة جدًا ووافرة.

## التوزيع
تنتمي أنواع اللثاة إلى مجموعة متنوعة من الموائل، بما في ذلك المستنقعات والأراضي الحرجية والمواقع الصخرية من المناخات المعتدلة إلى المناخ المداري في شرق وجنوب شرق آسيا، وماليزيا، وأمريكا الشمالية والجنوبية، ونوع واحد (C. arborea) في جزيرة ماديرا.

## السجل الأحفوري
وصفت العديد من الثمار الأحفورية وبذور † Clethra cimbrica من طبقات الميوسين الوسطى في منطقة فاسترهولت بالقرب من سيلكبورج في وسط غوتلاند، الدنمارك.

## الأنواع
يختلف عدد الأنواع المقبولة بين المراجع المختلفة اعتمادًا على التفسير التصنيفي، ولكن مع وجود اتجاه جديد لتقليل العدد المعترف به على أنه مستقل. فلورا الصين الأخيرة (سلسلة) خفضت العدد المقبول للصين من 35 إلى سبعة أنواع، وتعترف وزارة الزراعة الأمريكية بنوعين فقط في الولايات المتحدة، مرادفةٌ لـ C. tomentosa مع C. alnifolia. يتم قبول ما يلي في القائمة المرجعية العالمية لفصائل النباتات المختارة:
- Clethra acuminata '- شجيرة الفلفل الجبلي ؛ جنوب الأبالاتشيون (ألاباما إلى بنسلفانيا)
- Clethra alcoceri '- هيدالغو، خاليسكو
- "alexandri  - جامايكا
- "Clethra alnifolia" - شجيرة الفلفل الحلو؛ جنوب وشرق الولايات المتحدة (تكساس إلى مين)
- "Clethra arborea" - زنبق شجرة الوادي ؛ ماديرا ، جزر الكناري † ، جزر الأزور
- 'Clethra arfakana' - غينيا الجديدة
- "Clethra barbinervis" - شجيرة حلوة يابانية ؛ جنوب شرق الصين وكوريا واليابان
- "Clethra bodinieri " - جنوب الصين
- "Clethra canescens" - الفلبين، شرق ووسط إندونيسيا، غينيا الجديدة
  - Clethra canescens var. clementis" - بورنيو
- "Clethra castaneifolia" - بيرو
- "Clethra chiapensis" - تشياباس
- Clethra consimilis '- بنما، كوستاريكا
- "Clethra conzattiana '- أواكساكا
- "Clethra crispa" - إكوادور
- Clethra cubensis '- كوبا
- "Clethra cuneata " - بيرو، بوليفيا
- Clethra delavayi '- جنوب غرب الصين ، آسام ، ميانمار ، بوتان ، فيتنام
- Clethra elongata '- بيرو ، بوليفيا
- "Clethra fabri " - جنوب الصين، فيتنام
- "Clethra fagifolia" - الإكوادور، كولومبيا، فنزويلا
- Clethra fargesii  - وسط الصين
- "Clethra ferruginea" - بيرو
- "Clethra fimbriata" - بيرو، الإكوادور، كولومبيا
- "Clethra formosa" - كوستاريكا
- Clethra fragrans  - خاليسكو، ميتشواكان، غيريرو
- Clethra galeottiana '- بويبلا، أواكساكا، تشياباس
- "Clethra gelida " - كوستاريكا وبنما وهندوراس
- Clethra guyanensis '- غيانا، فنزويلا
- "Clethra hartwegii" - جنوب ووسط المكسيك
- "Clethra hendersonii" - شبه جزيرة ماليزيا
- "Clethra hirsutovillosa" - غيريرو (المكسيك)
- Clethra hondurensis '- تاباسكو إلى كوستاريكا
- Clethra javanica '- جاوة، بالي، لومبوك، تيمور
- "Clethra kaipoensis" - جنوب شرق الصين
- "Clethra kebarensis" - غينيا الجديدة
- "Clethra licanioides" - غواتيمالا ، هندوراس
- Clethra longispicata 'قالب:Au - بورنيو، الفلبين، سولاويزي، مالوكو
- Clethra luzmariae '- أواكساكا
- Clethra macrophylla '- فيراكروز، بويبلا
- "Clethra mexicana" - جنوب ووسط المكسيك، أمريكا الوسطى، كولومبيا، فنزويلا، ترينيداد
- Clethra oaxacana '- أواكساكا
- "Clethra obovata" - الإكوادور، بيرو
- "Clethra occidentalis" - جامايكا
- "Clethra oleoides" - جنوب ووسط المكسيك، أمريكا الوسطى
- "Clethra ovalifolia" - كولومبيا ، فنزويلا ، الإكوادور ، بيرو
- "Clethra pachecoana" - تشياباس إلى هندوراس
- "Clethra pachyphylla" - بورنيو
- "Clethra papuana" - غينيا الجديدة
- "Clethra paralelinervia" - الإكوادور
- "Clethra × parvifolia" - تشياباس
- "Clethra pedicellaris" - كولومبيا ، الإكوادور ، بيرو
- "Clethra peruviana" - الإكوادور، بيرو
- "Clethra petelotii" - فيتنام ، يونان
- "Clethra poilanei" - لاوس
- "Clethra pringlei" - حلو صيفي مكسيكي - المكسيك
- "Clethra pulgarensis" - بالاوان
- "Clethra purpusii" - أواكساكا، تشياباس
- "Clethra pyrogena" - بنما، كوستاريكا
- "Clethra repanda" - كولومبيا، فنزويلا
- "Clethra retivenia" - بيرو
- "Clethra revoluta" - كولومبيا، بوليفيا، الإكوادور، بيرو
- "Clethra rosei" - المكسيك
- "Clethra rugosa" - كولومبيا، الإكوادور
- "Clethra scabra" - البرازيل، بوليفيا، باراغواي، شمال غرب الأرجنتين
- "Clethra skutchii" - غواتيمالا
- "Clethra sleumeriana" - هونان
- "Clethra suaveolens" - جنوب المكسيك ، أمريكا الوسطى
- Clethra sumatrana '- سومطرة
- Clethra sumbawaensis '- جزر سوندا الصغرى
- "Clethra symingtonii" - بيراك
- "Clethra talamancana " - كوستاريكا
- "Clethra tomentella" - الفلبين
- "Clethra tutensis" - بنما
- Clethra tuxtlensis '- فيراكروز
- "Clethra uleana " - جنوب البرازيل
- "Clethra vicentina" - جنوب المكسيك، أمريكا الوسطى